# 水平対向10気筒

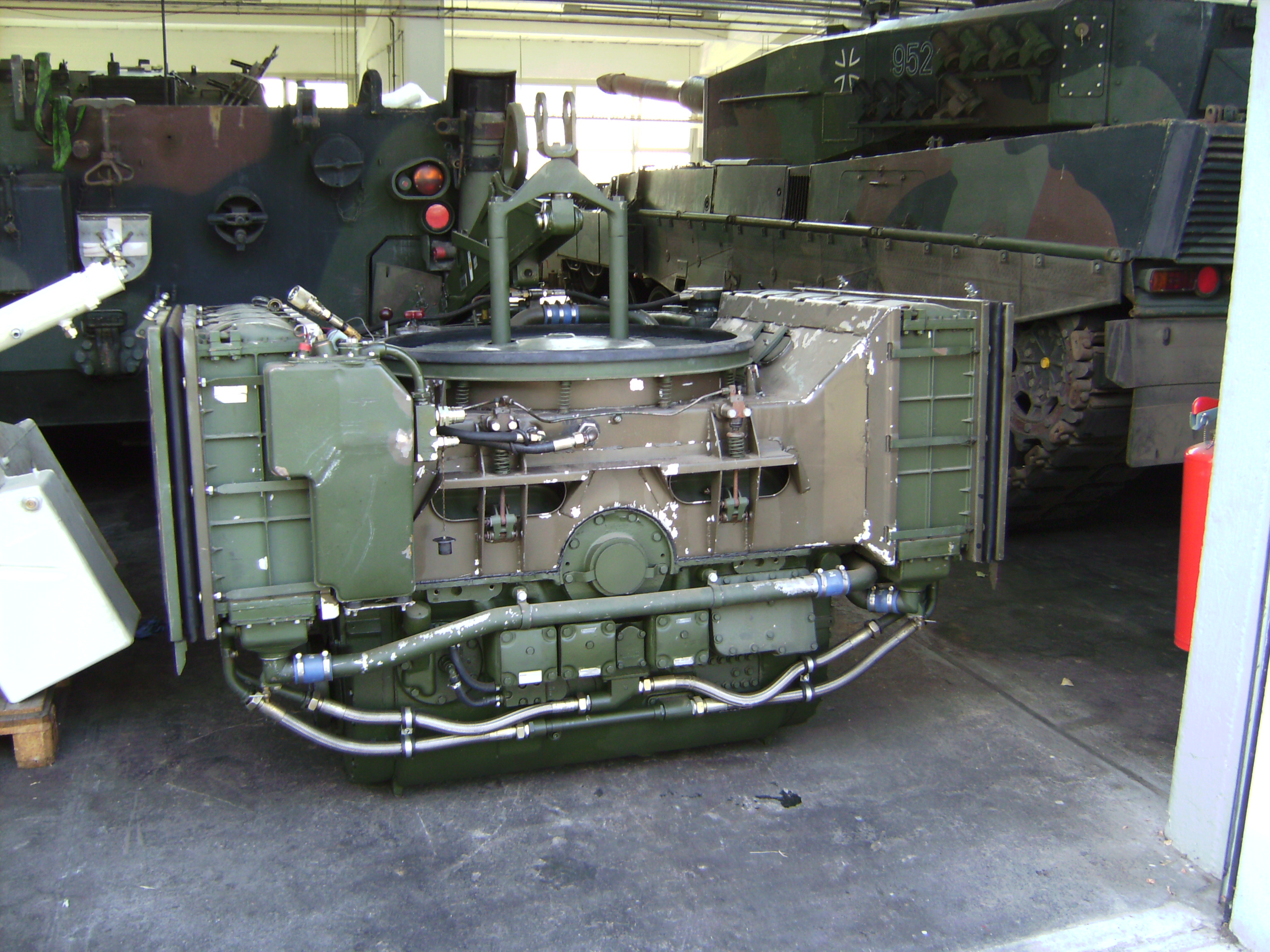
レオパルト1の水平対向10気筒(180度V型10気筒)エンジン

水平対向10気筒（すいへいたいこうじっきとう）はレシプロエンジン等のシリンダー配列形式の一つで、10個のシリンダーが5個ずつ水平に対向して配置されている形式である。当記事では専らピストン式内燃機関のそれについて述べる。
海外では180°V型エンジンも含めてフラット10(Flat-Ten)とも呼ばれ、F10と略されることもある。また、狭義の水平対向10気筒はボクサー10(Boxer-10)と呼ばれ、B10と略されることもある。
この形式の開発例はごく僅かである。
自動車用としてはゼネラルモーターズがシボレー・コルヴェア派生のフルサイズ・モデル用にコルヴェアの水平対向6気筒エンジンを基にした水平対向10気筒エンジンを実験的に開発していた。
軍用車両では、西ドイツの主力戦車であるレオパルト1が180度V型レイアウトの水平対向10気筒を採用していた。